# Edmond Rebillé
Edmond Rebillé, né à Gourhel (Morbihan) le 9 août 1926 et décédé le 26 juin 2012 à Minihy-Tréguier (Côtes-d'Armor), était un médecin généraliste et écrivain breton.

## Biographie
Il a été médecin généraliste, à Callac, durant 35 ans.
Passionné d'histoire et de culture locale, il a parcouru tout le pays du Centre Bretagne des environs de Callac, Guingamp, et Carhaix, et procédé à de nombreuses collectes populaires.
Il s'est montré très actif au niveau de la Société d'émulation des Côtes-d'Armor, de Saint-Brieuc.

## Publications
- Monômes, roman, éditions du Scorpion, 1960, épuisé.
- Guide touristique du circuit de l'Argoat, 1960.
- Callac et ses environs, 1959, réédité, 1984.
- Guide du pays d'accueil de l'Argoat, 1988.
- Guingamp et l'Argoat, éditions Ouest-France, 1989.
- Le Diable est mort à Burthulet, roman, Grand Prix des Écrivains bretons 1992, éditions des Presses bretonnes.
- Le Patrimoine de l'Argoat 22, éditions Pays d'Argoat, 1992.
- L'Argoat secret autour de Guingamp', Nature et Bretagne, 1993.
- Journal de guerre d'un jeune homme sage, roman, Nature et Bretagne, 1993.
- Itinéraire littéraire en Irlande, Coop Breizh, 1996.
- Brocéliande(s), Coop Breizh, 1996.
- Itinéraire littéraire en Côtes-d'Armor. Coop Breizh. 1998.

Articles et poèmes dans diverses revues : Les Cahiers de l'Iroise, Naous, Le Petit Breton, L'Écho de l'Armor et de l'Argoat, Le Quotidien du Médecin, Le Généraliste, Pays d'Argoat, Le Trégor, Trégor-Mémoire vivante, etc.).